# CRM-Fields-PIMS-díj
A CRM-Fields-PIMS-díj egy tudományos kitüntetés, amit matematikusoknak ítélnek oda évente. 1994-ben alapították és először 1995-ben adták át. A díjat a kanadai székhelyű Centre de Recherches Mathématiques és a Fields Institute közösen ítéli oda. 2005-ben csatlakozott a PIMS is így alakult ki a mai elnevezés. Annak a kutatásnak, amiért odaítélik a díjat, köze kell, hogy legyen valahogy Kanadának: vagy ott vagy egy kanadai egyetemmel közösen kellett végezni a kutatásokat.

## A díjazottak
- 2017 - Henri Darmon
- 2016 - Daniel Wise
- 2015 - Kai Behrend
- 2014 - Niky Kamran
- 2013 - Bruce Reed
- 2012 - Stevo Todorcevic
- 2011 - Mark Lewis
- 2010 - Gordon Slade
- 2009 - Martin Barlow
- 2008 - Allan Borodin
- 2007 - Joel Feldman
- 2006 - Nicole Tomczak-Jaegermann
- 2005 - David Boyd
- 2004 - Donald Dawson
- 2003 - John McKay és Edwin Perkins
- 2002 - John Friedlander
- 2001 - William Thomas Tutte
- 2000 - Israel Michael Sigal
- 1999 - Stephen Cook
- 1998 - Robert Moody
- 1997 - James Arthur
- 1996 - George Elliott
- 1995 - Harold Scott MacDonald Coxeter

## Külső hivatkozások
- A díjazottak listája